# Oleksijivska (stanice metra v Charkově)
Oleksijivska (ukrajinsky Олексіївська) je stanice charkovského metra na Oleksijivské lince.

## Charakteristika
Stanice je dvojlodní, obklad pilířů je z bílého mramoru a obklad kolejové zdi je z červeno-šedé žuly.
Stanice má dva vestibuly, jeden ústící na Ascharovy ulice a druhý na prospekt Ljudvida Svobody.